# Interstate Highways in Alaska
Die Interstate Highways in Alaska gehören alle dem US-Bundesstaat Alaska und werden von ihm unterhalten.

## System
Das Alaska Department of Transportation & Public Facilities (DOT&PF) ist für die Instandhaltung und den Betrieb der Interstate Highways verantwortlich. Das Interstate Highway System in Alaska besteht aus vier Highways mit einer Länge von 1741,66 km (1082,22 Meilen). Die längste davon ist die A-1 mit einer Länge von 656,98 km (408,23 Meilen), während die kürzeste Route die A-3 mit einer Länge von 238,38 km (148,12 Meilen) ist. Alle Interstates in Alaska sind nicht signiert und werden im Allgemeinen nicht mit ihren Highway-Nummern bezeichnet.

### Nummerierung
Interstates in Alaska folgen dem Nummerierungssystem "Interstate A-x", wobei x die Nummer des Interstate Highways darstellt. Dies ist wie die ähnlichen Nummerierungssysteme in Hawaii und Puerto Rico. Das Interstate Highway System wurde 1976 durch den Federal-Aid Highway Act von 1976 auf Alaska ausgedehnt, der das System für Interstates in Alaska und Puerto Rico definiert.

## Ausbau
Die meisten Strecken der Interstates in Alaska sind nicht nach Interstate-Highway-Standards gebaut, sondern kleine, ländliche, zweispurige, ungeteilte Highways. Titel 23 sieht vor, dass "Highways auf dem Interstate System in Alaska und Puerto Rico in Übereinstimmung mit solchen geometrischen und Konstruktionsstandards entworfen werden müssen, die für aktuelle und wahrscheinliche zukünftige Verkehrsanforderungen und die Bedürfnisse des Ortes der Autobahn angemessen sind.".  Einige Teile dieser Highways sind jedoch nach zwischenstaatlichen Standards gebaut. Der Seward Highway, Teil der A-3, wird in Anchorage nach Freeway-Standards gebaut. Auch der Glenn Highway, die Teil der A-1 ist, wird von Anchorage nach Wasilla nach Freeway-Standards gebaut. Ein sehr kleiner Teil des George Parks Highway von der A-4, wird in Wasilla nach Freeway-Standards gebaut. In und um Fairbanks wird der Richardson Highway, Teil der A-2, nach Freeway-Standards gebaut. Zusätzlich zu diesen Autobahnen sind der Johansen Expressway in Fairbanks und der Minnesota Drive Expressway in Anchorage nach Schnellstraßenstandards gebaut.

## Routen
| Nummer | Länge (Meilen) | Länge (km) | Südlicher oder westlicher Endpunkt | Nördlicher oder östlicher Endpunkt | Eröffnet | Teilrouten                                                     |
| ------ | -------------- | ---------- | ---------------------------------- | ---------------------------------- | -------- | -------------------------------------------------------------- |
| I-A-1  | 408.23         | 656,98     | Anchorage                          | Kanadische Grenze in Alcan Border  | 1976     | Glenn Highway, Richardson Highway, Tok Cut-Off, Alaska Highway |
| I-A-2  | 202.18         | 325.38     | Tok                                | Fairbanks                          | 1976     | Alaska Highway, Richardson Highway                             |
| I-A-3  | 148.12         | 238.38     | Soldotna                           | Anchorage                          | 1976     | Seward Highway, Sterling Highway                               |
| I-A-4  | 323,69         | 520,93     | Gateway                            | Fairbanks                          | 1976     | Parks Highway                                                  |